# Ахмад Наваз Салім Мела
Ахмад Наваз Салім Мела (англ. Ahmad Nawaz Saleem Mela)(1 січня 1952, Саргодха, Пакистан) — пакистанський дипломат. Генерал-майор. Надзвичайний і Повноважний Посол Пакистану в Україні.

## Біографія
Народився 1 січня 1952 року в Саргодха, Пакистан. Закінчив командно-штабної коледж, Кветта (Пакистан) і став спеціалістом оборонних і стратегічних досліджень при Національному університеті оборони в Ісламабаді, Пакистан.
В званні підполковника служив інструктором, згодом командиром батальйону в Пакистанській військовій академії, командував піхотним батальйоном і був співробітником на оперативній роботі в штабі пакистанської армії. Командував двома групами піхотної бригади і служив в штабі армії. Як генерал-майор командував двома бойовими підрозділами та транспортними формуваннями при цивільному уряді Пакистану.
З 27 серпня 2010 року Надзвичайний і Повноважний Посол Пакистану в Києві.

## Нагороди та відзнаки
- орден Хілал-і-Імтіаз (Hilal-i-Imtiaz[en]) — за заслуги протягом 37 років служби в армії.